# Universidad de Nancy

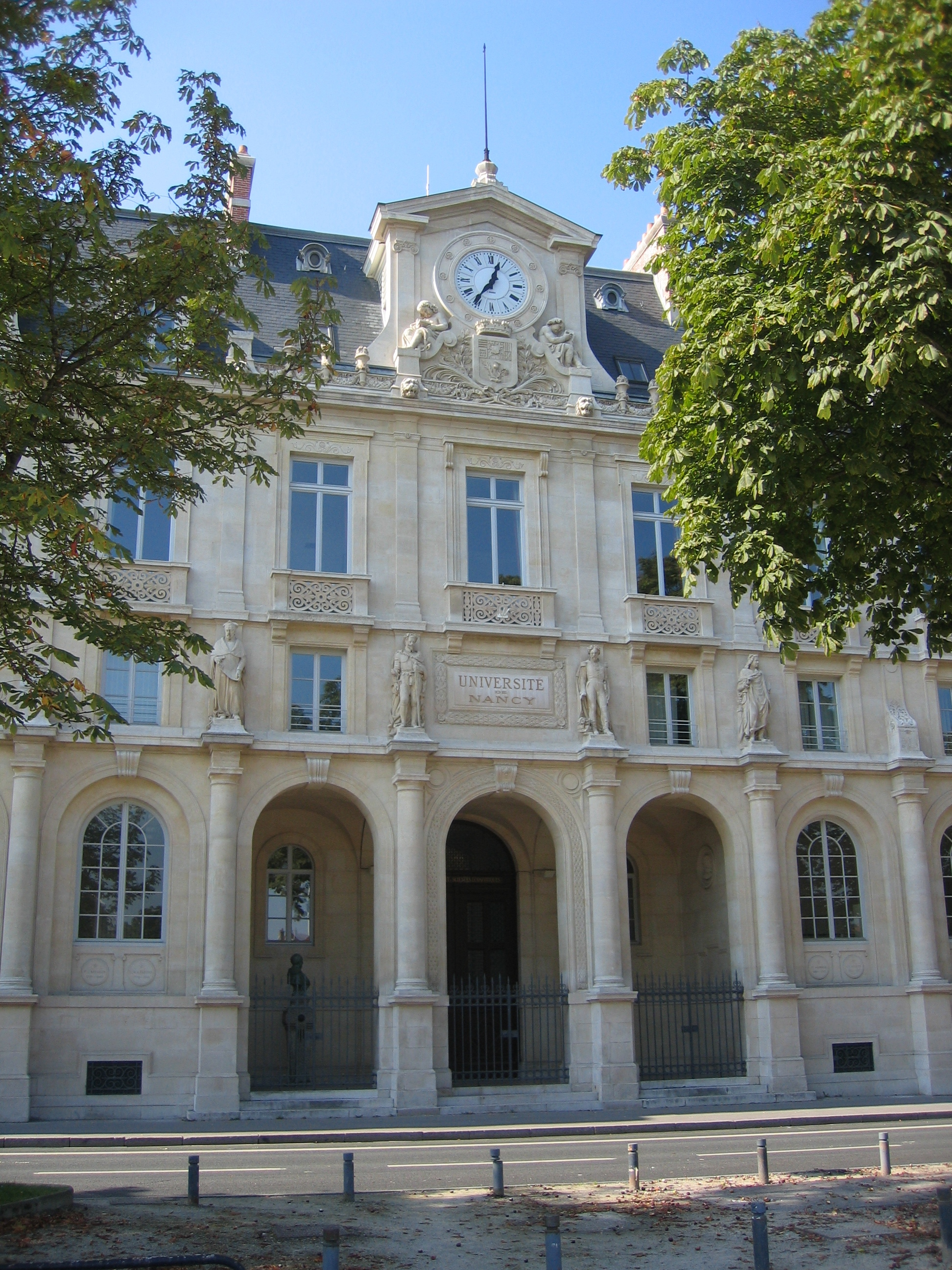
Universidad de Nancy.

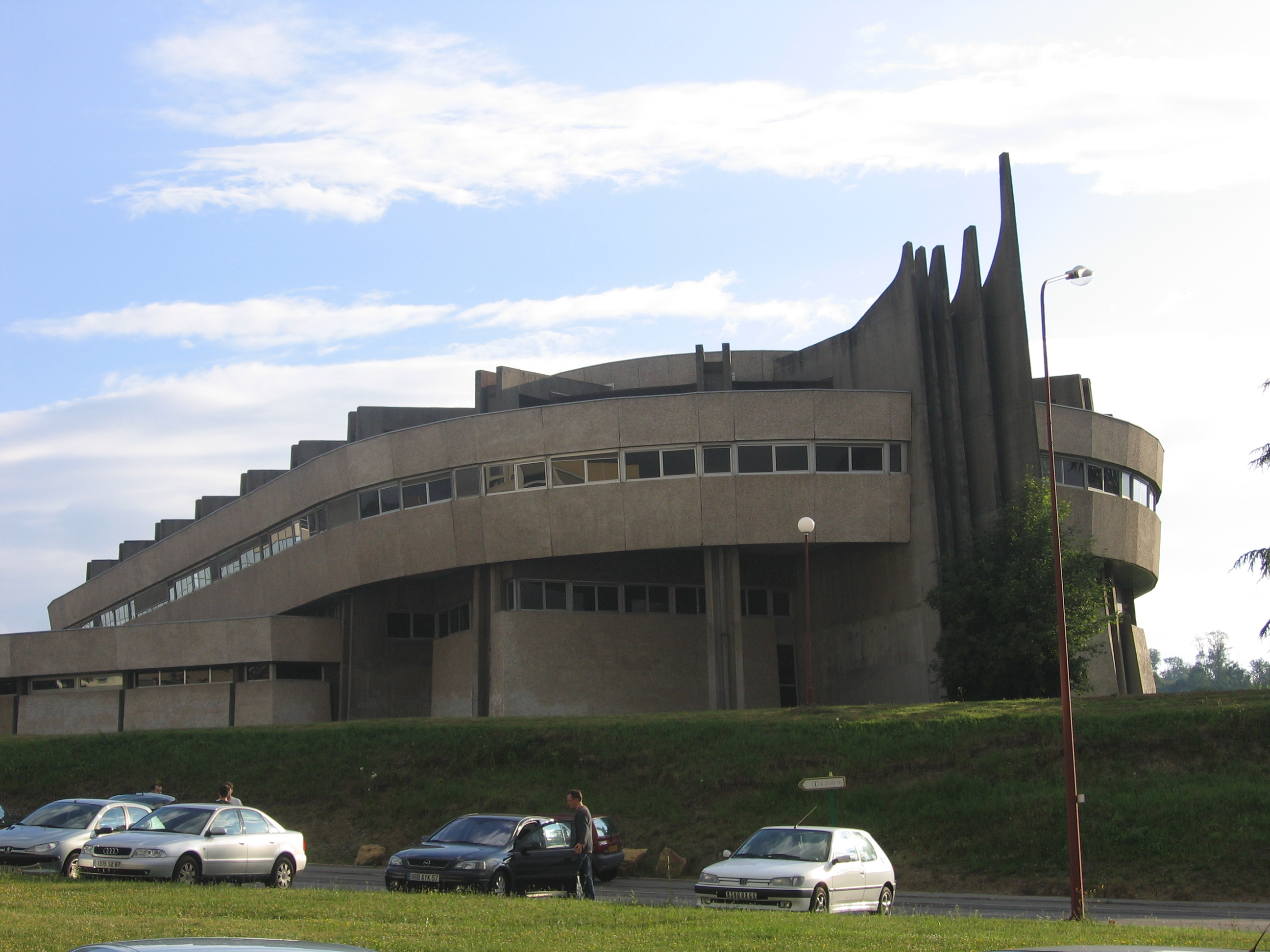
Una de las Facultades de la universidad de Nancy.

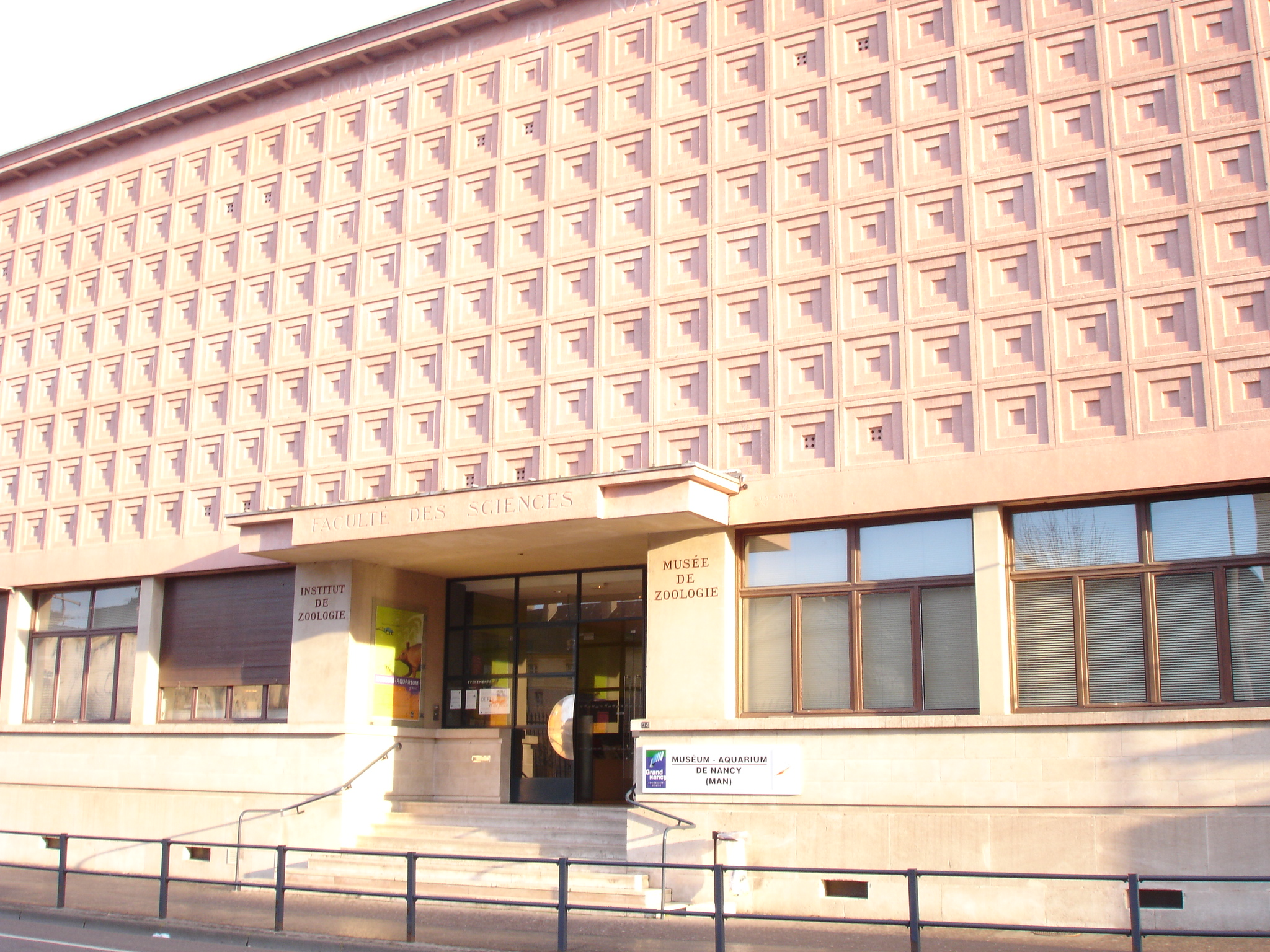
Museo Acuarium de Nancy, Anexo de la Universidad.

La Universidad de Nancy es una universidad francesa situada en la ciudad de Nancy, en departamento de Meurthe y Mosela (Lorena). Actualmente comprende una agrupación de establecimientos de enseñanza superior y de investigación divididos según sus competencias entre la 'Universidad de Nancy I (Ciencias)', la 'Universidad de Nancy II (letras y humanidades)', y el 'Instituto Nacional Politécnico de Lorena (Ingenierías)' bajo el nombre de 'Nancy-Université'.

## Historia
La Universidad de Nancy fue fundada en 1572 por la voluntad del duque de la Lorena Carlos III de Lorena, y del cardenal Carlos de Lorena (1524-1574). Originalmente la universidad fue emplazada en la próxima ciudad de Pont-à-Mousson, y fue creada por bula papal de Gregorio XIII el 5 de diciembre de 1572, fue confiada a los jesuitas.
Poco tiempo después de la anexión del ducado de la Lorena a Francia en 1769 la universidad fue trasladada al centro de la ciudad de Nancy por edicto real de Luis XV en 1769.
En 1793 como resultado de la revolución la universidad es suprimida por la convención nacional y sus antiguos edificios acogen la biblioteca del rey stanislas y devienen Biblioteca municipal de Nancy y Academia Stanislas.
En 1854 la universidad fue restablecida ocupando el nuevo palacio de la universidad construido en 1864 en la plaza Carnot gracias a la acción del Lotharingista Prosper Guerrier de Dumast.
La universidad de Nancy fue la 3.ª universidad civil a recibir la Legión de Honor en octubre de 1932, a mediados del siglo XX fue objeto de una gran expansión geográfica con la construcción de nuevos campus.
En 1970 la universidad fue dividida en tres entidades, Universidad de Nancy I, Universidad de Nancy II y el Instituto Nacional Politécnico de Lorena, (INPL).
En el 2005 las tres universidades se agrupan en una federación universitaria con el nombre de Nancy-Université.

## Universidad de Nancy I
La universidad Nancy I o Universidad Henri-Poincare cuenta en nuestros días con alrededor de 18,000 estudiantes, 45 laboratorios de investigación, 2,500 trabajadores administrativos. Ella está orientada hacia los estudios científicos y médicos.
Facultades
- Ciencias técnicas
- Medicina
- Farmacia
- Cirugía dental
- Deporte

Principales Laboratorios Universitarios
- Informática, Electrónica y Matemáticas.
- Física, Química.
- Mecánica energética.
- Geociencias.
- Química Molecular
- Biología

## Universidad de Nancy II
La Universidad de Nancy II es una universidad pluridisciplinaria, dirigida principalmente hacia las ciencias sociales, con 18,770 estudiantes en el 2005, se compone de 715 profesores e investigadores y más de 900 profesores profesionales no titulares, el personal administrativo se eleva a más de 500 personas.
Facultades
La universidad de Nancy II ofrece 245 diplomas comprendiendo más de treinta disciplinas principalmente en los siguientes campos:
- Letras y lenguas
- Ciencias humanas y sociales
- Derecho, economía y finanzas
- Gestión empresarial
- Matemáticas e informática
- Información (periodismo), comunicación estratégica y audiovisuales

Facultades y Anexos de la Universidad Nancy II
La Universidad de Nancy II posee varios sitios anexos y facultades entre ellas:
- El Campus de Letras, (humanidades y ciencias sociales)
- El Centro Europeo Universitario, (derecho europeo, comunicación estratégica, gestión financiera, contencioso de la Unión Europea)
- El Campus Carnot Ravinelle, (Derecho, Ciencias económicas, Administración económica y social
- El Polo de Gestión de Lorena, (instituto de administración de empresas, comercial, matemáticas e informática)
- El Instituto Universitario de Tecnología de Nancy Carlomagno, (comercio, gestión, comunicación e informática).
- El Instituto Europeo de Cine y del Audiovisual.
- El Instituto Regional del Trabajo.

Biblioteca
La biblioteca central de la universidad de Nancy II, comprende 35 bibliotecas contando con alrededor de 500,000 documentos de los cuales 250,000 libros.

## Instituto Nacional Politécnico de Lorena,(INPL)
El INPL es un establecimiento se investigación con el status de Instituto nacional politécnico forma parte de la Universidad de Nancy. (Nancy-Université). Y sus estudios están orientados hacia las ingenierías.
El INPL agrupa siete escuelas o facultades de ingenieros

- La escuela europea de ingenieros de materiales.
- La escuela nacional superior de agronomía e industrias alimentarias.
- La escuela nacional superior de electricidad y mecánica.
- La escuela nacional superior de geología.
- La escuela nacional superior de genios y sistemas industriales.
- La escuela nacional superior de industrias químicas
- La escuela nacional superior de minas de Nancy

Igualmente comprende también formaciones asociadas a la Escuela de arquitectura de Nancy.
Investigación y laboratorios
El INPL agrupa 28 laboratorios repartidos en cinco polos científicos.
- Polo de Agronomía, Agroalimentario y Biotecnología.
- Polo de Geociencias, e Ingeniería civil.
- Polo Informático, Automatización, Electrónica y Matemáticas.
- Polo Mecánico, Energía, Química e innovación.
- Polo Materiales, Metalurgia.

## Algunas personalidades ligadas a la universidad Nancy

### Profesores
- Alexis Millardet (1838-1902), Botanista.
- Othon Riemann (1853-1891), Latinista, helenista y lingüista.
- Jean Paul Vuillemin (1861-1932)
- Raymond Carré de Malberg (1861-1935), Jurista.
- Élie Cartan (1869-1951), Matemático
- François de Menthon (1900-1984), Jurista, exministro francés de justicia, y juez en el tribunal de Nuremberg.
- Robert Marjolin (1911-1986), economista.
- Edouard Will (1920-1997), historiador.
- Antoine Culioli (1924), Lingüista.
- Philippe Claudel (1962), Escritor, Premio Renaudot 2003.
- Hippolyte Bernheim (1840-1919)
- René Blondlot (1849-1930)
- Victor Grignard (1871-1935) Químico, premio Nobel en 1912.
- Laurent Schwartz (1945-2002) profesor medallista de la Medalla Fields en 1950.
- Jean-Yves Le Déaut (1945) Profesor en biología molecular.
- L. Malaprade, químico.
- Bertrand Castro, Inventor del reactivo de Castro indispensable en la química de ácidos aminidos y péptidos.
- Michel Bur (1933) Medievalista, miembro de la academia de bellas artes y de la academia de Stanislas.
- Christian de Montlibert (1937)
- Paul Goukowsky (1938) Profesor emérito de lengua y literatura griega, miembro de la academia de bellas artes.
- Jack Lang (1939) Fue profesor de derecho internacional en esta universidad de 1971 a 1981.
- Dominique Strauss-Kahn (1949) Fue profesor de economía de 1977 a 1980.
- Denis Kessler (1952) Profesor de 1994 a 1998.

### Estudiantes
- Pedro Fourier (1565-1640)
- Jacques Marquette (1637-1675), Explorador del Misisipi.
- Jean-François Humbert de Girecourt (1663-1754), Secretario de estado de Leopoldo I de Lorena.
- Henri Léon Lebesgue (1875-1941), Matemático.
- Henri Fescourt (1880-1966), Cineasta, realizador de Monte Cristo y los Miserables.
- Louis-Camille Maillard (1878-1936), Químico, descubridor de la reacción de Maillard.
- Jean L'Hôte (1929-1925), Escritor.
- Hubert de Ravinel (1934)
- André Milongo (1935-2007), Primer ministro de la república del Congo.
- Nathalie Griesbeck (1956), Diputado europeo del partido demócrata europeo.
- Florence Devouard (1968), Presidenta de Wikimedia Foundation.
- Karel van Miert (1942) Realizó estudios post-universitarios en el centro universitario europeo de Nancy.
- Pol Bouin (1870-1962) médico y biólogo, inventor del líquido Bouin.
- Roger Viry-Babel (1945-2006) Cineasta.
- Youcef Yousfi (1941) Primer ministro de Argelia.
- Ségolène Royal (1953) Realizó estudios superiores donde obtiene una licenciatura en economía.
- Laurence Parisot (1959) Realizó estudios de derecho en la facultad de derecho de Nancy.